# Кодарда (Латина)
Кодарда је насеље у Италији у округу Латина, региону Лацио.
Према процени из 2011. у насељу је живело 128 становника. Насеље се налази на надморској висини од 6 м.